# Ludwig Lewis
Ludwig Lewis (magyarosan: Lewis Lajos, Hamburg, 1799. március 6. – Budapest, 1890. július 17.) bölcseleti doktor, egyetemi nyelvtanító.

## Életútja[1]
Miután atyja angol származású volt, Londonba költözködtek; első oktatását is ott nyerte; 13 éves korában szülei Németországba küldték további kiképeztetése végett; gimnáziumi tanulmányait Boroszlóban végezte. Minthogy szülei szegény sorsúak voltak, kénytelen volt nevelősködéssel keresni kenyerét és megtakarított pénzén a greifswaldi egyetemen teológiai s bölcseleti előadásokat hallgatott. 1838-ban bölcseletdoktori oklevelet nyert és evangélikus hitszónoki vizsgát is tett; különösen a zsidó, chald, angol és francia nyelvben képezte ki magát. Folyton anyagi gondokkal küzdve, Berlinben, majd ismét Londonban tartózkodott. 1839-ben Párizst látogatta meg, hol Jacotottal ismerkedett meg, aki nagy befolyással volt a későbbi nyelvtanítói pályájára. A francia, angol és zsidó nyelv tanára volt a liegmitzi királyi lovagakadémián Poroszországban. 1842-ben a bécsi mérnöki akadémián francia nyelvtanárnak neveztetett ki. A magyar testőrségnek angol nyelvtanára s a bécsi első Jacotot-féle tanintézet tulajdonosa volt. A szabadkőművesség buzgó híve volt (először az edinburghi Canongate Kilwinning páholyban vétetett föl); 1848-ban Bécsben csinált a szabadkőművességnek propagandát és alapította a Szent József páholyt, melynek mestere lett. 1850-ben a pesti József-ipariskolához a francia és német nyelv tanárának hivatott meg; ugyanazon évben a pesti egyetemen mint az angol nyelv és irodalom magántanára kezdte meg előadásait. Pesten 1861-ben alapította az első magyar szabadkőművespáholyt (Szent István); a temesvári és soproni páholyok alapításában is jelentékeny részt vett és a szabadkőművesség terjesztése ügyében több felolvasást tartott. Mindamellett itt a nyomorral küzdött, úgy hogy utolsó éveiben segélyre szorult; az érdekében megindult mozgalom következtében az államtól háromszáz, a nagy páholytól szintén háromszáz és a hazai s külföldi páholyoktól kisebb-nagyobb segélyösszegeket élvezett évenként. Utolsó életéveit nélkülözésektől menten töltötte; harmincnyolc év óta özvegy Szabóné és fia Szabó Zsigmond gondozták a legnagyobb önfeláldozással és odaadással. A sziléziai természetvizsgáló testület tagja és a Szent Endre rend lovagja volt. Halálakor 1000 forint értékű arany, ezüst és papírpénzt vett az elöljáróság tőle megőrzés alá. Csak egy rokona maradt, az Angolországban élő Henry de Joel.
Cikkeket írt a következő lapokba: Times (1840-60), Der Wanderer (1845.) Wiener Zeitschrift für Kunst und Litteratur (1845), Pressburger Zeitung (1846), Humorist (1846), Norddeutsche Freie Presse (1849), M. Hirlap (1851), Budapesti Hirlap (1857), Galinac Messanger (1860-1862), Pesti Hirnök (1866), Századok (1869) és Weckly Dispatch (1885).

## Szabadkőműves pályafutása[3]
Lewis Lajost 1836-ban vették fel a stettini Három Arany Vasmacska szabadkőműves páholyba, majd 1837. január 26-án megkapta a mesterfokozatot. 1838. augusztus 10-én Supreme Grand Royal Arch Chapter of Scotland és ezzel közel egy időben a Canongate Kilwinning (Edinburgh) páholy is befogadta.
Bécsi és pesti tartózkodása során számos páholy létrehozásában bábáskodott eleinte kevesebb, később több sikerrel. A nevéhez fűződik a pesti "zur Einigkeit im Vaterlande" (Egyesség a hazában, 1868) jánosrendi és a "Zur Grossmuth" (Nagylelkűséghez, 1872) skótrítusú páholyok megalapítása.
Lewis Lajos érdemei elévülhetetlenek voltak a magyarországi szabadkőművesség újjáélesztésében, viszont személye számos konfliktust generált a páholyok között. Idősebb korában, vagyon és jövedelem nélkül lévén, elvárta, sőt megkövetelte, hogy a magyar és külföldi szabadkőművesség segélyezze.

## Munkái
- Moralische religiöse und Messionische Lehren jüdischer Schriftsteller ... Greifswald, 1831.
- Ist Jesus Christus wirklich der Messias? Uo. 1834.
- Über die Taufe. Aus dem Englischen. Hamburg, 1836.
- Wie soll man Sprachen lehren? Danzig, 1837.
- Über die Apocryphen. Aus dem Englischen. Hamburg, 1840.
- Jacotot's Lehrmethode zur Erlernung der französsischen Sprache, nach einem ganz neuen Plane bearbeitet nebst einer Uebersetzung des ersten Buches Telemach. Wien, 1845.
- Jacotots Lehrmethode. Die Begebenheiten des Telemachs. Erstes Buch. englisch und deutsch als Lehrbuch zur Erlenung der englischen Sprache, nach Jacotot's Methode eingerichtet. Uo. 1846.
- Méthode Jacotot. Les aventures de Télemaque, fils d'Ulisse. Livre premier Français-Anglais. Précédé d'une instruction d'étudier la langue anglais d'aprés la Méthode Jacotot. Uo. 1846.
- Vollständiges Hand- und Lehrbuch der Jacotot'schen Methode zur Erlernung der französichen Sprache; nach eigenen Grundsätzen bearbeitet und dargestellt. Uo. 1847. (2. kiadás 1850., 3. k. 1853. Uo.)
- Darstellung der Jacotot's Methode und die Resultate ihrer Einführung in den Niederlanden, Frankreich und Oesterrich. Uo. 1848.
- Erstes deutsches Lesebüchlein nach Jacotot's Methode. Uo. 1848.
- Chrestomathie Française a l'usage des classes superieures et des écoles militaires. Uo. 1849.
- Briefe der lady Mary Wortley Montague, englisch und deutsch. Uebersetzt und herausgegeben von ... Leipzig, 1851.
- Geschichte der Freimaurerei in Oesterreich. Uo. 1860. (2. kiadás: Geschichte der Freimaurerei in Oesterreich-Ungarn. Leipzig, 1872. cz.)
- Jacotot-féle tanmódszer. Telemach, Ulysses fiának kalandjai. I. könyv. Franczia-magyar. Pest, 1860.
- Rede zur Neujahr-Feier 1871. gehalten in der gerechten und vollkommenen Sct. Johann-Loge zur Grossmuth. Uo. 1871.
- Wesen und Geschichte der Freimaurerei zehn Vorlesungen. Bpest, 1875. (3. kiadás. Uo. 1876.)
- Shakespeare élete kritikailag megvilágítva. Uo. 1882.
- Az angol nyelv vezérfonala a Jacotot módszer alapján, a saját alapelvei tekintetbe vételével. Uo. 1886.
- Hogyan tanítsunk nyelveket? Wie soll man Sprachen lehren? Uo. 1889.
- A franczia nyelv vezérfonala a Jacotot-féle módszer alapján, a saját alapelvei tekintetbe vételével kidolgozta. Uo. 1890.

## Külső hivatkozások
- ↑ Szabadkőműves Wiki:  Lewis Lajos. Szabadkőműves Wiki. (Hozzáférés: 2012. október 1.)